# Коныгино (Красноярский край)
Коныгино — деревня в Минусинском районе Красноярского края. Входит в состав Большеничкинского сельсовета.

## География
Расположено на южном берегу озера Коныгина, при Южно-Сибирской железнодорожной магистрали. Абсолютная высота — 422 метра над уровнем моря.
Климат
Климат характеризуется как резко континентальный, с продолжительной морозной зимой и коротким тёплым летом. Среднегодовая температура воздуха составляет −3,4°С. Средняя температура воздуха самого тёплого месяца (июля) составляет 16,9 °C; самого холодного (января) — −22,4 °C. Среднегодовое количество атмосферных осадков составляет 510 мм.

## История
Основано в 1826 году. В 1926 году в заимке Коныгина имелось 47 хозяйств и проживало 253 человека (116 мужчин и 137 женщин). В национальном составе населения того периода преобладали русские. В административном отношении входила в состав Городско-Клюсевского сельсовета Минусинского района Минусинского округа Сибирского края.

## Население
| 2010 |
| ---- |
| 82   |

Половой состав
По данным Всероссийской переписи населения 2010 года в гендерной структуре населения мужчины составляли 42,7 %, женщины — соответственно 57,3 %.
Национальный состав
Согласно результатам переписи 2002 года, в национальной структуре населения русские составляли 90 % из 91 чел.